# Keizerin Eugénie omringd door haar hofdames
Keizerin Eugénie omringd door haar hofdames (Frans: L'impératrice Eugénie entourée de ses dames d'honneur) is een schilderij uit 1855 van Franz Xaver Winterhalter, een van de belangrijkste portrettisten van de beau monde van Europa op dat moment. Het bevindt zich in het Musée national du château in Compiègne.

## Schilderij
Winterhalter was een schilder die in de tweede helft van de negentiende eeuw veel opdrachten kreeg van de verschillende Europese hoven. Daaronder was de keizerin van Frankrijk, Eugénie, die behalve zichzelf alleen ook dit schilderij van haar met haar hofdames liet portretteren. De keizerin vormt het middelpunt van het schilderij, zij het op bescheiden wijze. Ze staat op het punt om een boeketje bloemen te geven aan de rechts van haar gezeten grootmeesteres, prinses d'Essling. Om haar heen zitten paleis- en hofdames: barones De Pierre voor haar, daarnaast de burggravin De Lezay-Marnésia, links van haar in het rood, de van oorsprong Belgische, hofdame jonkvrouw Pauline van der Linden d'Hooghvorst, hertogin van Bassano. Dan nog de markies van Montebello, de barones van Malaret en de markiezin van Las Marismas. De grootmeesteres en de hofdame waren van hen de belangrijksten.
De kritieken op het schilderij, hoewel de meeste gecensureerd door het hof, waren voor zover niet gecensureerd nogal negatief.

## Herkomst
Het portret was eigendom van de keizerin tot haar overlijden, waarna het in 1927 werd verkocht. Nieuwe eigenaar werd de barones van Alexandry d'Orengiani. Daarna werd het aangeboden aan het Musée national de Malmaison waarna het in 1952 in het kasteel van Compiègne werd ondergebracht.